# Рекорды премии «Грэмми»
Рекорды Grammy Award. За полувековую историю премии Грэмми её награды получили сотни музыкантов, некоторые по нескольку раз. В данной статье собраны рекордные показатели по числу полученных номинаций и наград..

## Рекорды по числу наград

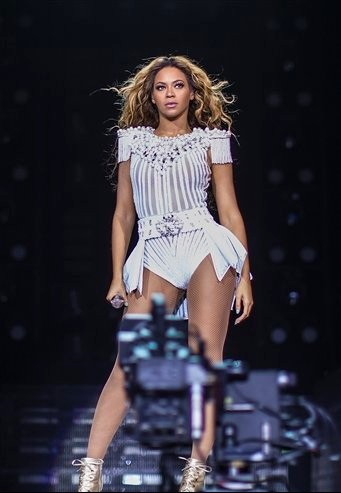
Бейонсе в 2023 году установила рекорд Грэмми, выиграв свою 32-ю статуэтку

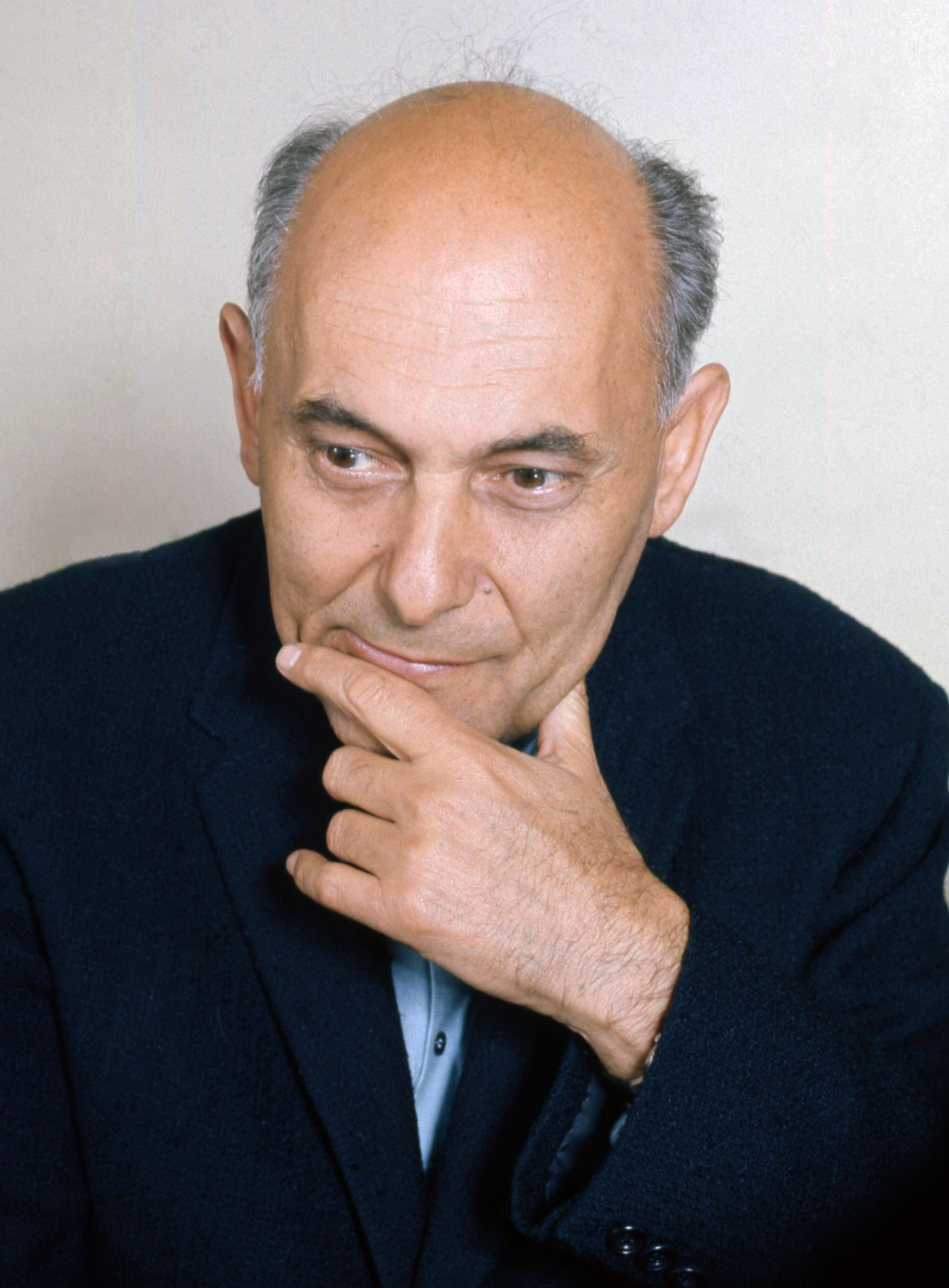
Дирижёр Георг Шолти имеет 31 награду

Абсолютный рекорд по общему числу полученных наград Grammy Awards с 2023 года принадлежит американской певице Бейонсе (32), а ранее долго лидировал английский дирижёр венгерского происхождения Георг Шолти (Georg Solti), который более 20 лет работал с Чикагским симфоническим оркестром. Он имеет 31 статуэтку Грэмми и 74 номинации за всю карьеру. Из женщин лидируют Бейонсе (32) и Элисон Краусс (27) с учётом наград, полученных ими в составе их групп.
| Ранг | Исполнитель      | Награды |
| ---- | ---------------- | ------- |
| 1    | Бейонсе          | 35      |
| 2    | Георг Шолти      | 31      |
| 3    | Квинси Джонс     | 28      |
| 4    | Элисон Краусс    | 27      |
| 4    | Чик Кориа        | 27      |
| 5    | Пьер Булез       | 26      |
| 7    | Владимир Горовиц | 25      |
| 7    | Стиви Уандер     | 25      |
| 7    | Джон Уильямс     | 25      |
| 10   | Jay-Z            | 24      |
| 10   | Канье Уэст       | 24      |
| 12   | Винс Гилл        | 22      |
| 12   | U2 Кендрик Ламар | 22      |
| 14   | Пат Мэтини       | 20      |
| 14   | Al Schmitt       | 20      |
| 14   | Брюс Спрингстин  | 20      |
| 14   | Генри Манчини    | 20      |
| 14   | Дэвид Фостер     | 20      |

Примечание. Арета Франклин, Джимми Стёрр, Тони Беннетт, Пол Маккартни, Йо-Йо Ма (все по 18), Рэй Чарльз, Эрик Клэптон, Стинг (все по 17), Леонард Бернстайн, Адель (все по 16), Алиша Киз, Майкл Джексон, Эминем (все по 15).

### Рекорды по числу наград среди групп
Ирландская группа U2 лидирует по общему числу полученных ими наград Грэмми, их у неё 22.
| Место        | 1  | 2                                             | 3            | 4                 | 5                                          | 6                                                                                | 7                                                    |
| ------------ | -- | --------------------------------------------- | ------------ | ----------------- | ------------------------------------------ | -------------------------------------------------------------------------------- | ---------------------------------------------------- |
| Исполнитель  | U2 | Dixie Chicks, Alison Krauss and Union Station | Foo Fighters | Pat Metheny Group | Metallica, Santana, Take 6, The Black Keys | The Beatles, Coldplay, Lady Antebellum, Simon & Garfunkel, Red Hot Chili Peppers | The Black Eyed Peas, The Eagles, Outkast, The Police |
| Число наград | 22 | 13                                            | 11           | 10                | 8                                          | 7                                                                                | 6                                                    |

### Самые молодые победители
Сестры Пизлл — самые молодые обладательницы «Грэмми» среди музыкальных групп, получившие награду в категории «Лучший альбом года» за саундтрек к фильму «О, где же ты, брат?». Блю Айви Картер — самая юная победительница «Грэмми» среди сольных артистов. Она получила свою первую награду в девятилетнем возрасте, как один из авторов песни своей мамы Бейонсе Ноулз «Brown Skin Girl», выпущенной в 2019 году. Лиэнн Раймс стала самой молодой исполнительницей, выигравшей премию «Грэмми». Ей было 14 лет, когда она получила две свои первые награды в 1997 году. Она также стала первым представителем музыки кантри, победившим в категории Премия «Грэмми» лучшему новому исполнителю.
| Место       | 1        | 2               | 3           | 4          | 5                | 6                 | 7                 | 8                | 9                | 10                |
| ----------- | -------- | --------------- | ----------- | ---------- | ---------------- | ----------------- | ----------------- | ---------------- | ---------------- | ----------------- |
| Исполнитель | Ли Пизлл | Блю Айви Картер | Ханна Пизлл | Сара Пизлл | Лиэнн Раймс      | Луис Мигель       | Стивен Марли      | Лорд             | Билли Айлиш      | Daya              |
| Возраст     | 8 лет    | 9 лет и 66 дней | 11 лет      | 14 лет     | 14 лет и 182 дня | 14 лет и 313 дней | 16 лет и 308 дней | 17 лет и 80 дней | 18 лет и 39 дней | 18 лет и 105 дней |

## Рекорды по числу наград на одной церемонии
Наибольшее число наград, полученных за один церемониальный вечер принадлежит Майклу Джексону, который в 1984 выиграл 8 статуэток Грэмми. Это достижение в 2000 году повторил Santana.
| Место        | 1                                   | 2                                                                               |
| ------------ | ----------------------------------- | ------------------------------------------------------------------------------- |
| Исполнитель  | Майкл Джексон (1984) Santana (2000) | Toto (1983) Квинси Джонс (1991) Эрик Клэптон (1993) Бейонсе (2010) Адель (2012) |
| Число наград | 8                                   | 6                                                                               |

## Рекорды по победам в номинации Альбом года

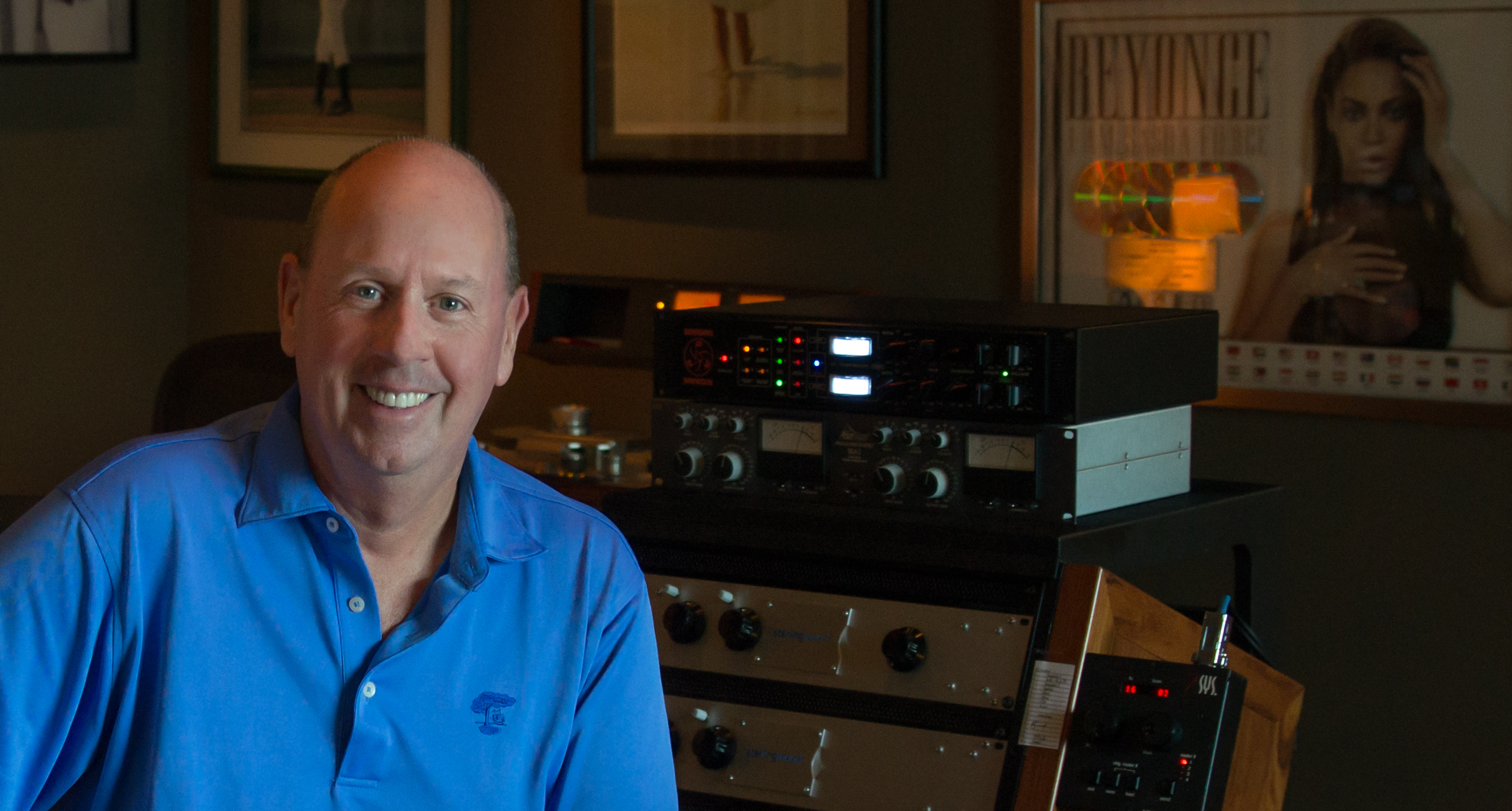
Том Койн 4 раза побеждал в категории Album of the Year (и в Record of the Year) в качестве звукоинженера по мастерингу.

На 63-й церемонии «Грэмми» было установлен рекорд среди женщин. Альбом Folklore Тейлор Свифт был удостоен премии в категории Альбом года. Благодаря чему Свифт стала первой женщиной в истории (и четвёртой в целом после Фрэнка Синатры, Стиви Уандера и Пола Саймона), победившей в этой престижной категории три раза (ранее Альбомом года становились Fearless в 2010 и 1989 в 2016).
На 66-й церемонии «Грэмми» Тейлор Свифт стала первым музыкантом в истории, получившим четыре премии Альбом Года, установив новый мировой рекорд.

### 5-кратные
- Сербан Генеа, звукоинженер/микширование — 1989 (2016), 25 (2017), 24K Magic (2018), Folklore (2021), Midnights (2024)

### 4-кратные
- Тейлор Свифт, музыкант — Fearless (2010), 1989 (2016), Folklore (2021), Midnights (2024)
- Том Койн, мастеринг-инженер — 21 (2012), 1989 (2016), 25 (2017), 24K Magic (2018)
- Рэнди Меррилл, мастеринг-инженер — 25 (2017), 24K Magic (2018), Folklore (2021), Harry’s House (2023), Midnights (2024)
- John Hanes, звукоинженер/микширование — 1989 (2016), 25 (2017), 24K Magic (2018), Folklore (2021)

### 3-кратные
- Фрэнк Синатра, музыкант — Come Dance with Me! (1960), September of My Years (1966), A Man and His Music (1967)
- Стиви Уандер, музыкант — Innervisions (1974), Fulfillingness' First Finale (1975), Songs in the Key of Life (1977)
- Пол Саймон, музыкант — Bridge over Troubled Water (1971), Still Crazy After All These Years (1976), Graceland (1987)
- Дэвид Фостер, продюсер — Unforgettable... with Love (1992), The Bodyguard: Original Soundtrack Album (1994), Falling into You (1997)
- Фил Рамон, продюсер — Still Crazy After All These Years (1976), 52nd Street (1980), Genius Loves Company (2005)
- Даниэль Лануа, продюсер — The Joshua Tree (1988), Time Out of Mind (1998), How to Dismantle an Atomic Bomb (2006)
- Боб Людвиг, мастеринг-инженер — Babel (2013), Random Access Memories (2014), Morning Phase (2015)
- Mike Piersante, звукоинженер/микширование — O Brother, Where Art Thou? — Soundtrack (2002), Raising Sand (2009), 25 (2017)
- Том Элмхирст, звукоинженер/микширование — 21 (2012), Morning Phase (2015), 25 (2017)
- Райан Теддер, продюсер — 21 (2012), 1989 (2016), 25 (2017)
- Laura Sisk, звукоинженер/микширование — 1989 (2016), Folklore (2021), Midnights (2024)
- Джек Антонофф, продюсер — 1989 (2016), Folklore (2021), Midnights (2024)

## Рекорды по числу номинаций
Бейонсе и её муж Jay-Z делили рекорд по общему числу номинаций (всего 88) за все годы. На втором и третьем местах Пол Маккартни (81) и Квинси Джонс (всего 80). В 2024 году Бейонсе ушла в отрыв, получив ещё 11 номинаций и доведя их общее число до 99.
| Ранг | Исполнитель       | Номинаций |
| ---- | ----------------- | --------- |
| 1    | Бейонсе           | 99        |
| 2    | Jay-Z             | 88        |
| 3    | Пол Маккартни     | 84        |
| 4    | Квинси Джонс      | 80        |
| 5    | Джон Уильямс      | 76        |
| 5    | Канье Уэст        | 76        |
| 7    | Чик Кориа         | 75        |
| 8    | Георг Шолти       | 74        |
| 8    | Стиви Уандер      | 74        |
| 10   | Генри Манчини     | 72        |
| 11   | Пьер Булез        | 67        |
| 12   | Леонард Бернстайн | 63        |
| 13   | Тейлор Свифт      | 58        |
| 13   | Вилли Нельсон     | 58        |
| 15   | Долли Партон      | 55        |
| 16   | Jay David Saks    | 53        |
| 15   | Thomas Z. Shepard | 50        |
| 15   | Брюс Спрингстин   | 50        |
| 16   | Бэбифейс          | 49        |
| 16   | James Mallinson   | 49        |

## Уточнения
1. ↑  Включая 3 награды в составе группы Destiny's Child и 1 в составе дуэта с мужем The Carters
2. ↑  Включая 14 наград в составе группы Union Station
3. ↑  Включая 13 номинаций в составе Destiny's Child и 3 номинации в составе The Carters
4. ↑  Включая 3 в составе The Carters
5. ↑  Включая 26  номинацию в составе The Beatles